# Colville Young
Sir Colville Young, né le 20 novembre 1932 à Belize City, est un homme d'État bélizien. Il est gouverneur général du Belize de 1993 à 2021. Son mandat de près de 28 ans est le plus long de tous les gouverneurs généraux des royaumes du Commonwealth.

## Biographie

### Études
Sir Colville Young est titulaire d'une licence d'anglais obtenue à l'université des Indes occidentales, et d'un doctorat en linguistique obtenu à l'université d'York.

### Carrière
Dans les années 1960, Young est membre du Parti de l'indépendance nationale (en) (NIP). Il se présente comme candidat du NIP à l'Assemblée législative du Honduras britannique dans la circonscription électorale de Mésopotamie en 1965 et en 1969, mais il est battu à deux reprises par C. L. B. Rogers, candidat sortant du Parti uni du peuple (PUP).
Avec le futur Premier ministre Manuel Esquivel, Young est l'un des membres fondateurs du Parti libéral, éphémère parti politique favorable aux entreprises, qui finit par devenir une partie du Parti démocratique uni (UDP). Après cela, Young s'intéresse au développement du Belize dans le monde universitaire et dans l'éducation, et après son retour d'Angleterre, il commence à essayer de faire progresser le pays à cet égard. À la fin des années 1980, Young devient président de l'University College of Belize, l’un des cinq établissements de tutelle de l’université du Belize (University of Belize), et l’un de ses principaux conférenciers.
Passionné de musique, il a écrit entre autres des opéras et des cantates. Il a également publié plusieurs livres traitant de la littérature bélizienne. En 1993, il publie Pataki Full, un recueil de ses propres histoires courtes. Il a aussi publié Proverbes créoles du Belize, De One Caribbean Corner et Caribbean Corner Calling, les deux derniers contenant des poèmes en anglais et en créole bélizien. Proverbes créoles est son livre le plus reconnu.
Ses histoires ont été présentées dans la série des écrivains béliziens dans Snapshots of Belize, et une pièce de théâtre Riding Haas dans l'anthologie dramatique Ping Wing Juk Me, également dans la série.

## Distinctions
- Ordre de Saint-Michel et Saint-Georges. Chevalier grand-croix (GCMC) en 1994[3].
- Ordre de l'Empire britannique à titre civil. Membre (MBE) en 1986.